# Buriti dos Lopes
Buriti dos Lopes là một đô thị thuộc bang Piauí, Brasil. Đô thị này có diện tích 691,363 km², dân số năm 2007 là 19267 người, mật độ 27,87 người/km².